# 洪啟聰
洪啓聪（？—？），字尔达，号懷怙，福建南安英都人，居晋江，明朝政治人物，同進士出身。

## 生平
湖廣左布政使洪有复之侄。萬曆十六年（1588年）中福建鄉試戊子科舉人。万历三十二年（1604年）登甲辰科进士，授顺天府教授，升户部主事，主北新大军二仓，四十典試廣東。因過失补两浙运判，转南京兵部武库司郎中。後遭讒言中傷，被貶為池州府推官，不久升為都察院經歷，以勞卒於任內。有子洪承儒。